# Gaiadendron
Gaiadendron é um género botânico pertencente à família Loranthaceae.